# معركة بئر بلال (الكراهب)
معركة بئر بلال أو معركة «الكراهب»، وسميت بهذا الاسم لكثرة الآليات العسكرية المدرعة التي اشتركت فيها. وهي معركة درات رحها لعدة أيام بين المجاهدين الليبيّين بقيادة الشيخ صالح الاطيوش وكل من الشيخ الفضيل المهشهش وقجة القرعاني، والقوات الإيطالية الفاشية كانت بقيادة القائد مللي، بتاريخ يوم « 10 يونيو من عام 1923 للميلاد» في موقعة «بئر بلال»، ويقع هذا الموقع أو المنطقة التي دارت بها هذه المعركة على بعد اثنان واربعون كيلو متر«42 ك» جنوب غرب أجدابيا فيما يعرف بالمنطقة الوسطى من ليبيا، جاءت هذه المعركة بعد احتلال القوات الإيطالية للمنطقة أجدابيا، في خطه للسيطرة وبسط نفوذها على تلك المناطق. والقضاء على المقاومة الموجوده بها، انتهت المعركة بين المجاهدين الليبين والإيطاليين بانتصار المجاهدين الليبيين على الغزاة الإيطاليين. وتعتبر معركة بئر بلال بالإضافة أيضاً إلى معركة مرسى البريقة من أكبر المعارك التي خاضتها قوات المجاهدين في فيما يعرف بالمنطقة الوسطى من ليبيا.

## أسباب المعركة
اتجهت الخطة الايطالية بعد احتلال اجدابيا، إلى الضغط على «قبيلة المغاربة» في محاولة مستميتة لا خضاعهم أو استمالتهم إلى جانب الحكومة الايطاليه. بالنظر لما يمثل وجودهم في المنطقة، من خطر على الاحتلال ومراكزه. ورأت القوات الايطالية بعد العمليات العسكرية التي رافقت احتلال اجدابيا، ان الوقت قد حان لاحتلال المركز البحري الهام على شاطيء الخليج «مرسى البريقة». وهو مرسى حيوي هام، وقاعدة بحرية ضرورية لاية عملية عسكرية تالية تجري في المنطقة الصحراوية الداخلية. واسندت العملية إلى القائد مللي الذي وضعت تحت تصرفه قوة فرسان، وفرقة آلية بقيادة الكابتن تلجر. وكان من المقرر أن تصل قوات مللي زحفا بمحاذاة الطريق الساحلي «اجدابيا _ القرين _ مرسى البريقة» في الوقت الذي تقوم فيه قوات تلجر بحركة التفاف واسعة تجنبا للمناطق الرملية مرورا بالقطفية حتى موقع بئر بلال.

## المعركة الأولى
وقد اجتمع المغاربة ومن انظم اليهم حوالي القطفية وهي إلى جنوبي اجدابيا بنحو مرحلة، وصارو يناوشون الطليان في اجدابيا ويقلقون راحتهم. فلم ير الطليان بدا من محاربتهم فخرجو عليهم في بدية يونيو 1923 في جيش لايقل عن خمسة آلاف مجهز بجميع المعدات والالات العسكرية. ومعه نحومائة سيارة من المدرعات وغيرها وبينما كانت الفرقة الايطالية تقتفي اثر المجاهدون. وقد كان المجاهدون يرصدونها وعندما توقفت الفرقة قرب بئر بلال بأحد المنحدرات «قور». نزل عدد كبير من افراد الفرقة الايطالية حيث وجدو رعاه فأخذو يضربونهم ويطلبون منهم ان يدلوهم على المجاهدين  وعند بئر بلال في يوم « 10 يونيو من عام 1923 للميلاد» وجدت القوة الايطالية نفسها محاطة بقوة من المجاهدين، وامطروهم بوابل من النيران ودخلت معهم في معركة حامية، دمرت فيها القوة الايطالية _ باعتراف المصادر الايطالية _ تدميرا تاما، وغنم المجاهدون اسلحتها وعتادها،

## المعركة الثانية
وقد هرعت قوات مللي لنجدة القوة الايطالية فتحركت هي الأخرى نحو بئر بلال ولكنها هوجمت من قبل المجاهدين، عند «ابي قرادة» قرب الساحل وألحقوا بها هي الأخرى، هزيمة نكراء وارغموها على الارتداد، بعد معركة تصفها المصادر الايطالية بانها كانت ملحمية  فكانت المدرعات أول ضحية في هذه المعركة لان طبيعة الأرض لم تساعدها على القيام بمهمتها، وامطرها المجاهدون وابلاً من الرصاص ففسدت عجلاتها فانقضوعليها وقتلو من فيها. واستحر القتال بين الفريقين وصمد المجاهدون لهذا الجيش العرمرم. فماهي الا ساعة حتى ذهب الله بريحه وولى الادبار، فركبوا أقفيته فلم ينجى الا نفر قليل تمكنو من الهرب. وكان الفضل في هذه لله ثم للمغاربة، وقد أبلو فيها بلاء حسناً واظهروا فيها من الشجاعة والاستبسال ما يسجله لهم التاريخ بمداد الفخر وتعتبر هزيمة الجيش الأيطالي في معركة بئر بلال، من افدح الهزائم التي مني بها في معاركه الاستعمارية في المنطقة الشرقية بليبيا.

## نتائج المعركة

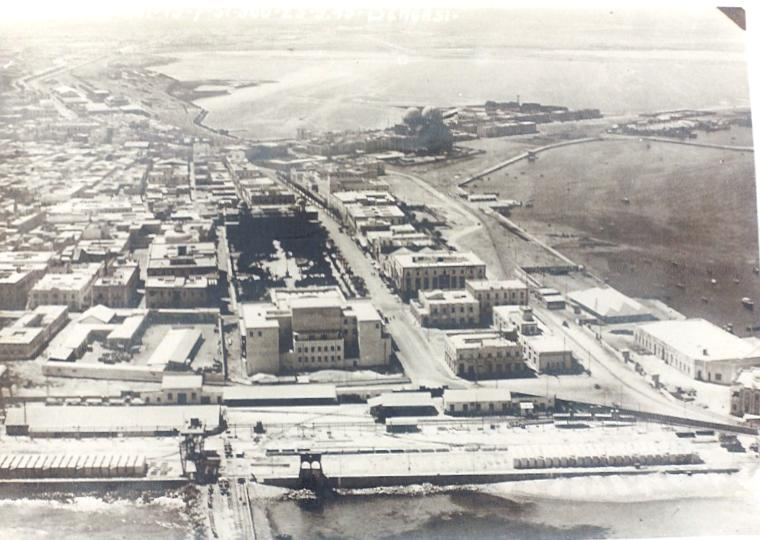
صورة لمدينة بنغازي في عهد الاحتلال الايطالي لليبيا ويظهر فيها الميناء

وبعد هذه المعركة بفترة قصيرة. عادَتْ القوات الإيطالية إلى الموقع لجمع القتلى وبلغ ما جمعته 189 جثة كما عثرت على جثة القائد مللي وغيره من الضباط، وتنسب المصادر الرسمية الفشل المضاعف في المعركتين إلى سوء الاحوال الجوية الذي عطل استخدام الطيران، وهيجان البحر الذي اعاق السفينة الحربية (برليشي) عن انطلاقها من ميناء بنغازي، للقيام بالتغطية البحرية المطلوبة. كما ينسبونه إلى عدم الدقة في تقدير قوة المجاهدين، إذا اعدوا قواتهم كما زعموا على ضوء المعلومات المتوفرة لديهم، والتي كانت تشير إلى وجود انقسام في صفوف المغاربة، وأن ليس في المنطقة سوى قوة قليله موزعة لا تزيد على مئة وخمسين مسلحا. وهي تبريرات تكشف بوضوح فشل القوات الايطالية في المواجهة عندما تقوم على قوات متكافئة، وقوى غير متفاوتة، لا يستخدم فيها الطيران ولا البحرية، وهما العاملان الحاسمان في كل الانتصارات الرخيصة التي احرزتها القوات الايطالية في معاركها ضد المجاهدين الذين لا تتوفر لهم مثل هذه الوسائل وقد ضل الوجدان الاستعماري الإيطالي يرزخ تحت وطأة هذه الهزيمة المنكرة ويلتمس لها التفسيرات والتبريرات، ويعمل بكل الوسائل على محو اثارها المادية والمعنوية، خاصة بعد ان تضاعفت المقاومة في منطقة اجدابيا، واخذ ضغطها يزداد، على المواقع الايطالية الامامية التي تعرضت لهجمات مباشرة، زعزعت الهيبة الايطالية في المنطقة، مما ادى بهم إلى تقدير النتائج الخطيرة المترتبة على ذلك، فاخذوا يستعدون لحملة واسعة النطاق، على المنطقة، بقصد القضاء على حركة المقاومة وقد مهدوا لذلك بعمليات جوية في شهر يوليو وحده 57 عملية جوية منها 17 غارة بالقنابل، وتركزت كلها تقريبا في المنطقة الواقعة بين القطفية والبريقة حيث استهدفت بغارتها منتجعات المواطنين وحيواناتهم

## في التراث
تعتبر هذه المعركة فخر لكل الليبين ومعركة تستحق ان نقف عندها، فيعتبره الليبين نصر عظيم تفتخر بها الاجيال، جيل بعد جيل، وقد جمعت حول هذه المعركة الروايات الكثيرة من عدد كبير من المجاهدين الذين نجوا وبقوا على قيد الحياة لفترة من الزمن وشخصيات عصارة تلك الحقبة، وأيضًا لطالما تغنى بها الشعراء، وكل الروايات تتفق على نصر وبسالت هؤلاء المجاهددين فتذكر الرويات_ انه في عام 1923 ف اشتبكت القوات الايطالية في قتال مع معسكر دور المجاهدين المغاربة بمناطق اجدابيا، تحت قيادة صالح لاطيوش المتكون من ثلاثمائة فارس والمتمركز ببئر بوجدارية. بالقرب من بئر بلال الواقع جنوب البريقة. وقد سقط فيها عدد كبير من المجاهدين وابلوا بلاء حسنا عندما تحركت القوات الميكانيكية من اجدابيا ومعهم سبع مصفحات ومائة وثمان عربات بقيادة الكولونيل (أزوني) متجهة نحو بئر بلال كما كان من ضمن قادة الحملة الماجور تلجر، وقد لاحظت دوريات المجاهدين هذه القوات فاستعدت لها حيث نصبو كمين للفرقة المدرعة، واتفقوا الرواة، على ان الإيطاليون كانوا يقتفون اثرالمجاهدين وعندما وصلوا إلى مقربة من بئر بلال وجدوا رعاه فطلبوا منهم ان يرشدوهم ويدلوهم عن المجاهدون فرفضوا فترجل عدد كبير من الإيطاليون وكان المكان المتواجدين به الإيطاليون اشبه مايكون بين منحدرات، هذا وقد خباء المجاهدين الخيول وجعلوا فرسانها على هبة الاستعداد وأثناء نزول أغلب جنود الفرقة، باغتهم المجاهدين وهاجموهم ودارت معركة حامية الوطيس استبسل بها الأجداد، وابادو تلك الفرقة، المدرعة. حيث استمرت المعركة قرابة أربع ساعات سقط فيها 152 شهيداً وجرح فيها العديد من المجاهدين وغنم المجاهدين 1000 بندقية، وخمس وعشرون مدفعا وابادوا الفرقة المدرعة ونجت سيارتان من الإيطاليين واحدة كانت تحمل روليني الذي لاذ بالفرار والثانية تحمل بعض الجنود ومعهم بعض الليبيين الذين جندوا من قبل الإيطاليين ثم انسحب المجاهدين على إثرها إلى الجنوب وتمكن الطليان بعد ذلك من تجميع جثث قتلاهم والتي يقال انها بلغت 189 جثة من بينها جثة الماجور ميللى، وإقامة نصب تذكاري للقائد تلجر، وبعد استقلال ليبيا تمت ازالة النصب التذكري السابق وتم وضع نصب تذكاري جديد لتخليد ذكرى شهداء تلك المعركة الخالدة واحسن ما قيل في هذه المعركة القصيدة المشهورة للشاعر بومصاغ الشيخي.

صار يوم في الكراهب عاب عجلهن اصابن بلا راده وقطعوا هلهن
مشن جرادي من عند البحر لعند تل الوادى
أصقوره جواعه مرهمات عوادى جا صدافن  دوار وأن عشيه
خذينا زويهم والصلاة عل المولى حتى إن كان ودرنا أكباش ضحية
اصابن ديما واعدمن لا عجل لا قاز لا بريمة
قاعدات في جلهة ((بلال)) هشيمة ما عاد يطبب اعياب عجلهن
هتكو لمدرع وتما ادماهم م الثقيل ايترع
كما ذيب عادي في معيز ايصرع تيوسه علي جرفة خلاء عقلهن
صار يوم في الطلياني علثر لولي زيد النهار التالي
ضبابيح واحتاطن علي جدياني لا اخلصن لا ردن علي امعزلهن